# 大稻埕辜宅
25°03′32″N 121°30′32″E / 25.058776°N 121.508787°E
大稻埕辜宅，是位於臺灣台北市大同區大稻埕、淡水河邊的洋宅，為1920年時鹿港辜家委建於其經銷官鹽的鹽館旁，今作榮星幼稚園，列市定古蹟。

## 歷史

### 辜顯榮委建
大稻埕從清末年間開始即出現不少洋樓，有的是洋行或領事館，也有富商豪邸。李乾朗表示，辜顯榮1916年在鹿港家鄉興建巨宅後，大多數時間都住台北，1920年於大稻埕委建辜宅。當時此宅左翼是辜家經銷官鹽的鹽館、前左側為辜氏養子的日式房子，右側為紅磚建的鹽倉。
大稻埕辜宅占地約五百坪，原分為前後兩棟樓房建築，共廿多個房間，前兩層樓房的一樓作大廳和辦公室、二樓是宴會廳和客房，後面三層是辜家起居作息之處。整體外觀有典雅的拱窗與釉花欄杆，裝飾繁瑣的山牆，裝飾著幾何構圖的泥塑。木作屋架上為文化瓦屋面，立面採折衷時期的殖民式，運用西方古典建築作為裝飾，並有本地工匠的特殊手法，不等圓弧磚拱，以及入口山牆的勳章飾，見證當時和洋風格與本地建築交融。屋內以大量檜木精工打造的天花板、樓梯，壁爐還有辜顯榮經營大和洋行的標記。

### 辜振甫居住
辜嚴倬雲回想，她與丈夫辜振甫在1948年結婚時以此宅作新房。她回憶第一次到此洋館是因要見公婆，當時辜振甫開車，朝淡水河出水門，一直開到河邊，繞個彎才進入前院，她當時很驚訝，後來才知道是為做生意，房子建在河邊，讓船可以直接在屋前靠岸。當時淡水河堤外水泥路禁行車輛，不過日本政府特准辜家可行駛堤外水泥路，以示對辜家禮遇。
辜振甫和辜嚴倬雲結婚沒多久就移居香港，返回臺灣後不久就搬家，在此屋裡居住的時間並不長。據辜嚴倬雲之言，是發現她常在院子裡和附近孩子玩的大女兒，竟然學著講粗話，於是決定搬家。
1961年左右，鹽館拆除。

### 辜偉甫經營
辜偉甫為充分利用房子決定於1963年開辦榮星幼稚園，當時地址是涼州街一三四巷35號。後棟的三層樓房拆除作為幼稚園操場和遊樂場，花園改為幼稚園停車場，但當年辜家的檜木天花板和地板等物品仍然保留。曾陳奕奕是辜顯榮次女辜註治的女兒，擔任此幼稚園主任超過三十年。
呂泉生是辜偉甫台中一中的學長、同於陳信貞門下學音樂，遂被辜偉甫請來教授榮星合唱團練唱。呂泉生會在此宅二樓招生國小兒童，考的指定曲是《妹妹揹著洋娃娃》。
辜偉甫去世後，其下的隆昌製粉廠積欠員工薪水達新臺幣一百六十萬，原先謝長廷願調解，辜偉甫兒子辜晏宏卻拋棄繼承，遂遭債權人林永智控告，導致大稻埕辜宅於1984年9月4日遭台北地院書記官黃弘明查封。11月23日，台北地院民事執行處公開拍賣，賣最低價為三千二百廿萬元。次年3月22日，第五次拍賣，辜振甫負責的中國信託以第四次拍賣底價一千九百五十萬元買回。

### 辜寬敏出生
辜寬敏1926年出生於大稻埕，母親為岩瀨芳子，辜顯榮逝世後即搬離。

### 列市定古蹟
臺北市民政局於1994年4月23日舉行台北市歷史性建物保存會議時，與會學者提出榮星幼稚園、中山堂國父銅像碑座、林安泰古厝、東和禪寺、國父史蹟館等二十座建物作為增列紀念性建物初步建議名單。1996年1月與6月，市府建管處對榮星幼稚園進行公共安全初檢和複檢，因樓梯、隔間牆面和天花板部分都是木質材料而非不燃材料，判定不合格，引起園方陳情，經市府教育局、發展局、建管處等單位開會後，為保存此古蹟改依加強防火設備及演練等方式來處理，並由市長陳水扁核定解決方案。1998年8月26日，民政局召開古蹟鑑定審查會，通過此宅提列為市定古蹟。次月28日，市政會議審查通過列為市定古蹟。
為鼓勵民間保存古蹟，《文化資產保存法》三十六條之一規定，私有產權古蹟土地容積移入商業建築地以作獎助金，於是大元建築師事務所姚仁喜提案將大稻埕辜宅容積移轉，由建築師許派崇負責執行。2000年12月，大稻埕辜宅開始進行修復工程，共耗費兩千多萬元，除由文化局補助九十萬元外，其餘皆為辜家自行籌措。2001年8月26日，整修工程竣工，台北市文化局長龍應台致贈感謝牌給辜嚴倬雲。
大稻埕辜宅列為古蹟後，移出容積為二四七九平方公尺，2001年公告地價為二億二千多萬，移到建國南路延平中學附近面積經地價換算，可換得七九五點六八平方公尺土地。容積權利由捷和建設分批售予道盈實業、明東實業及全陽建設興建豪宅，總移出容積權利約九七五坪。